# سیلور سولفادیازین
سیلور سولفادیازین (به انگلیسی: Silver sulfadiazine) نوعی آنتی‌بیوتیک است که به‌طور معمول در سوختگی‌های سطحی برای جلوگیری از عفونت به صورت پماد موضعی استفاده می‌شود. در حال حاضر برای سوختگی‌های شدیدتر از انواع دیگری از آنتی‌بیوتیک‌ها استفاده می‌شود. از شایع‌ترین اثرات جانبی این دارو می‌توان به خارش، درد و سوزش موضع اشاره کرد. این پماد نباید در دوران بارداری به‌خصوص در هفته‌های پایانی بارداری استفاده شود. همچنین مصرف این دارو برای نوزادان زیر ۲ ماهه توصیه نمی‌شود. سیلور سولفادیازین در دههٔ ۱۹۶۰ میلادی کشف شد و امروزه به‌عنوان دارویی ژنریک در فهرست داروهای ضروری سازمان جهانی بهداشت قرار دارد.

## موارد و روش مصرف
شایع‌ترین پماد برای پانسمان سوختگی به‌خصوص سوختگی‌های درجه دو و سه است. در نوزادان زودرس و نوزادان کمتر از یک ماه نباید از این کرم استفاده کرد. در افراد بالغ قبل از مصرف، نواحی مورد نظر باید کاملاً تمیز شود. پوست سوخته و زائد را هم باید جدا کرد. برای مالیدن کرم از دستکش استریل باید استفاده کرد و یک لایهٔ نازک به ضخامت حدود ۱٫۵ میلی‌متر از کرم را یک تا ۲ بار در روز روی زخم مالید. ناحیهٔ سوخته همواره باید با لایه‌ای از کرم پوشیده شده باشد. در صورت فعالیت بدنی، حمام یا دوش، کرم را دوباره باید مصرف کرد. پس از مصرف کرم روی آن را می‌توان یک پوشش قرار داد یا باز نگه داشت. مصرف دارو را تا بهبودی پوست یا آماده شدن آن جهت پیوند باید ادامه داد.

## مکانیسم اثر
سیلور سولفادیازین مانند سایر سولفونامیدها به عنوان آنتی‌بیوتیک گسترده‌اثر (وسیع‌الطیف) عمل می‌کند تا احتمال عفونت زخم سوختگی کم شود.

## عوارض جانبی
سوزش، خارش، دانه‌های ریز قرمز رنگ روی پوست (راش) از عوارض شایع به دنبال مصرف این دارو است. در صورتی که به نواحی وسیعی از سطح بدن مالیده شود، همانند سایر داروهای سولفونامید احتمال مسمومیت دارد.
در صورت بروز علائم واکنش آلرژیک از جمله مشکل در تنفس، کهیر، ورم صورت، دهان، لب‌ها و گلو باید به اورژانس مراجعه شود.
با این‌که خطر بروز عوارض جانبی حاصل از مصرف پماد سیلور سولفادیازین به‌صورت موضعی اندک است؛ درصورت جذب شدن دارو به جریان خون، عوارض جانبی ممکن است اتفاق بیفتد.
درصورت بروز هر یک از موارد زیر در اولین فرصت به پزشک مراجعه شود:
- ضعف ناگهانی یا احساس ناخوشی، تب، لرز، گلودرد، زخم‌های دهانی، لثه‌های قرمز یا متورم، مشکل در بلع
- سهولت در کبود شدن، خونریزی غیر معمول (بینی، دهان، مقعد، واژن)، نقاط قرمز یا بنفش‌رنگ در زیر پوست
- رنگ‌پریدگی یا زردی پوست، ادرار تیره رنگ، تب، گیجی، ضعف
- مشکلات کلیوی: ادرار قرمز یا صورتی رنگ، کم شدن یا نبودن ادرار، ورم، افزایش سریع وزن
- مشکلات کبدی: حالت تهوع، احساس درد در بالای معده، خارش، احساس خستگی، از دست دادن اشتها، ادرار تیره رنگ، مدفوع به رنگ خاک رس، زردی پوست و چشم‌ها
- واکنش شدید پوستی: تب، گلودرد، تورم صورت یا زبان، سوزش چشم، درد پوست همراه با ضایعات پوستی قرمز یا بنفش رنگ که بیشتر در صورت و بالاتنه گسترش می‌یابند و سبب پوسته‌پوسته شدن و تاول زدن پوست می‌شوند.

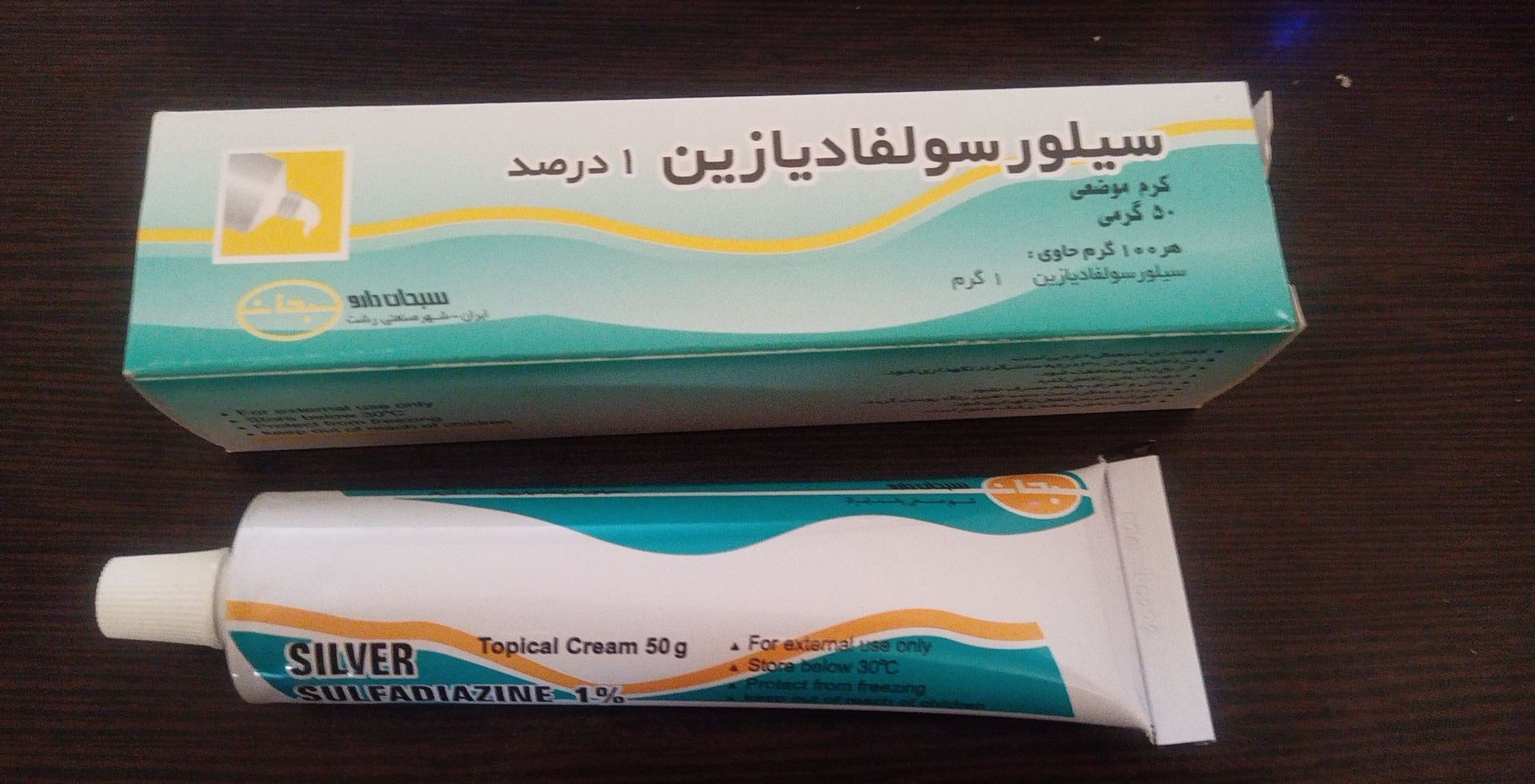
نمونه پماد سیلور سولفادیازین تولید شده در ایران